# 楊宗堯
楊宗堯（1475年—？），字從道，雲南大理府太和縣人，民籍，明朝政治人物。

## 生平
弘治十一年（1498年）戊午科雲貴鄉試第一名舉人。正德十六年（1521年）中式辛巳科會試第八十六名，登第三甲第八十七名進士。

## 家族
曾祖楊清；祖父楊齡；父楊明，曾任義官。母陽氏；繼母陽氏。永感下。弟宗舜、宗禹。